# Internationella skidskytteförbundet
Internationella skidskytteförbundet (engelska: International Biathlon Union (IBU), tyska: International Biathlon Union, ryska: Международный союз биатлонистов) är den internationella organisationen för skidskytte, bildad i London 2 juli 1993 sedan Union de Pentathlon Moderne et Biathlon beslutat sig för att stryka skidskyttet från sin verksamhet. Sedan juni 1999 håller man till i Salzburg i Österrike.

### Fotnoter
1. ↑  ”The 11th Annual IBU Congress Opens” (på engelska). Biathlonworld. 4 september 2014. Arkiverad från originalet den 13 mars 2016. https://web.archive.org/web/20160313201912/http://www3.biathlonworld.com/en/press_releases.html/do/detail?presse=2267. Läst 13 mars 2016.